# George Grafton Wilson
George Grafton Wilson (* 29. März 1863 in Plainfield (Connecticut); † 30. April 1951 in Cambridge (Massachusetts)) war ein US-amerikanischer Rechtswissenschaftler. Er wirkte ab 1910 als Professor für Völkerrecht an der Harvard University und von 1933 bis 1937 an der Fletcher School of Law and Diplomacy.

## Leben
Wilson studierte an der Brown University, wo er 1886 seinen Bachelor of Arts erwarb, 1888 seinen Master of Arts und 1891 promovierte. In den Jahren 1890 und 1891 studierte er in Europa an den Universitäten in Heidelberg, Berlin, Paris und Oxford.
1887 übernahm Wilson das Amt des Schuldirektors in Groton (Connecticut) und war von 1889 bis 1890 Direktor der High School in Rutland (Vermont). 1891 wurde er zum Associate Professor und 1894 zum Professor für Sozial- und Politikwissenschaften an der Brown University ernannt. 1910 wurde er als Professor für Völkerrecht an die Harvard University berufen, wo er bereits seit 1908 Vorlesungen hielt, von 1933 bis 1937 war er Professor für Völkerrecht an der Fletcher School of Law and Diplomacy.
Von 1900 bis 1937 hielt Wilson völkerrechtliche Vorlesungen für Marineoffiziere am Naval War College in Newport (Rhode Island). Er publizierte jedes Jahr einen Band der International Law Topics oder International Law Situations, die den Marineoffizieren Hilfestellungen bei der Bewältigung völkerrechtlicher Probleme geben sollten, mit denen sie im Rahmen ihres Dienstes konfrontiert werden könnten. Dieses insgesamt 7.000 Seiten umfassende Werk, das Wilson am Naval War College veröffentlichte, gilt als sein bedeutendster Beitrag zum Völkerrecht.
An der Londoner Konferenz (1908–1909) nahm er als Abgeordneter teil und hatte zusammen mit Louis Renault einen großen Einfluss auf die Londoner Seerechtsdeklaration. Zudem war er Berater der amerikanischen Delegation bei der Washingtoner Flottenkonferenz von 1922. Wilson war einer der Gründerväter der Amerikanischen Gesellschaft für internationales Recht (ASIL), als deren Vizepräsident er 1923 wirkte. Als im Jahr 1907 das American Journal of International Law zum ersten Mal erschien, war Wilson einer der Herausgeber. Von 1924 bis 1943 hatte er den Posten des Chefredakteurs inne, anschließend wurde er zum Ehrenchefredakteur ernannt.
Darüber hinaus war Wilson ab 1914 Fellow und 1939/1940 Vizepräsident der American Academy of Arts and Sciences sowie ab 1910 Mitglied des Institut de Droit international. 1936 wurde er in die American Philosophical Society aufgenommen. Für seine Verdienste wurde er mit der Ehrendoktorwürde der Brown University, der University of Vermont (1911), sowie der University of Hawaii (1937) ausgezeichnet. Die ASIL ernannte ihn 1924 zu ihrem Ehrenvizepräsidenten.

## Publikationen (Auswahl)
- International law. Mit Fox Tucker. 1901.
- Insurgency and international maritime law. In: American Journal of International Law. 1907. American Society of International Law, S. 46–60, ISSN 0002-9300.
- Handbook of International Law. 1910.
- The Hague arbitration cases: compromis and awards with maps in cases decided under the provisions of the Hague Conventions of 1889 and 1907 for the pacific settlement of international disputes and texts of the Conventions. Ginn, Boston [u. a.] 1915.
- The first year of the League of nations; with the covenant of the League of nations in an appendix. Little, Brown, Boston 1921.